# Half-Life (серия игр)
Half-Life (с англ. — «период полураспада») — серия компьютерных игр в жанре научно-фантастического шутера от первого лица. Основные игры серии разработаны компанией Valve, а три спин-оффа были созданы сторонней компанией Gearbox Software. Изначально игры серии издавались Sierra Studios, а впоследствии в качестве издателей выступали как компания Electronic Arts, так и сама Valve. Основой сюжета большинства игр серии являются приключения физика-теоретика Гордона Фримена, который в результате инцидента в научно-исследовательском комплексе «Чёрная Меза» становится единственным, кто может спасти Землю от порабощения инопланетянами.
Серия популярна благодаря продуманному дизайну, выверенному игровому процессу, игры строятся на совмещении элементов шутера и головоломки. Игроку приходится самостоятельно разбираться в происходящем и, используя обнаруженные факты, пытаться понять, что произошло и происходит в окружающем его мире. Также она задействует специальную терминологию (например, «антимасс-спектрометр» и «манипулятор энергетического поля нулевого уровня») и символику, свойственную только ей. Символом серии Half-Life является греческая буква λ (лямбда). В словосочетании «Half-Life» названий игр серии буква A заменяется на λ (в физике, символом λ обозначается постоянная распада): «H λ L F — L I F E».
Вышедшие игры серии получили множество положительных отзывов от игровой прессы, а по их мотивам было снято несколько фанатских экранизаций.. Также на серию было создано большое количество геймплейных и сюжетных модификаций, благодаря гибкости движка Source; так, игра Garry’s Mod изначально была модом на Half-Life 2. Ряд любительских студий разрабатывают несколько ремейков ранних частей серии, переносящих их на последние версии движка Source, например, Black Mesa. Кроме этого, события игр серии Portal разворачиваются в той же вселенной, что и игры серии Half-Life.

## Игровой процесс
Все части серии являются играми в жанре шутера от первого лица. События Half-Life и её дополнений происходят в стенах подземного научного комплекса «Чёрная Меза» и на его поверхности (а позже — в инопланетном фантастическом мире Зен), в то время, как события Half-Life 2, её эпизодов и Half-Life: Alyx разворачиваются в антиутопичном городе Сити-17 и его окрестностях. Игры серии имеют линейную структуру — окончание каждого уровня является началом следующего, а прохождение обычно не подразумевает обходных или дополнительных путей. Исследование уровней совмещает в себе как сражение с противниками, так и решение различных пространственных головоломок. Сюжет игр серии поделён на несколько сюжетных глав. Во всех частях серии отсутствуют кат-сцены, сюжетное повествование всегда ведётся от лица протагониста, а главные герои игр не имеют озвучки (кроме Alyx) — обе особенности используются для того, чтобы усилить чувство погружения игрока в события игр. Игрок может выбрать уровень сложности игры из нескольких представленных, который влияет на количество получаемого урона.
Главные герои в играх серии имеют показатели здоровья и брони. Максимальный запас обоих показателей равен 100 единицам. Броня частично поглощает получаемый урон, а при её отсутствии персонаж получает полный урон. Если здоровье опустится до нуля, то персонаж умрёт, а игра начнётся заново с последнего сохранения. Персонаж может получать различные виды урона: от огнестрельного оружия и атак противников, от огня, от мороза, от радиации и т. д. Восполнять здоровье и броню можно с помощью подбираемых предметов (аптечек, батарей) и специальных зарядных станций.
Игроку доступны как аналоги реально существующих видов оружия, так и несколько фантастических вариантов вооружения. Почти все виды оружия используют свои типы патронов. Патроны, как и здоровье и броня, могут быть получены из подбираемых на уровне предметов, в том числе из оружия устранённых врагов.
В качестве противников выступают различные виды существ из мира Зен (которые атакуют игрока как в ближнем бою, так и с использованием дальнобойных атак), бойцы подразделения HECU, Чёрные оперативники и бойцы Альянса, которые используют преимущественно огнестрельное оружие, а также различные виды зомби — людей, управляемых хедкрабами (паразитами из Зена). Однако, помимо враждебно настроенных существ и людей, в играх присутствуют и дружественные персонажи: так, охранники комплекса «Чёрная Меза» и бойцы Сопротивления оказывают огневую поддержку, сражаясь на стороне протагониста, а учёные в Half-Life и дополнениях могут лечить игрока и открывать некоторые закрытые двери. Также в играх серии присутствуют боссы — уникальные противники, для устранения которых нужно использовать особые тактики.

## История
| 1998 | Half-Life                    |
| 1999 | Half-Life: Uplink            |
| 1999 | Half-Life: Opposing Force    |
| 2000 |                              |
| 2001 | Half-Life: Blue Shift        |
| 2001 | Half-Life: Decay             |
| 2002 |                              |
| 2003 |                              |
| 2004 | Half-Life: Source            |
| 2004 | Half-Life 2                  |
| 2004 | Half-Life 2: Deathmatch      |
| 2005 | Half-Life 2: Lost Coast      |
| 2006 | Half-Life Deathmatch: Source |
| 2006 | Half-Life 2: Episode One     |
| 2006 | Half-Life 2: Survivor        |
| 2007 | Half-Life 2: Episode Two     |
| 2007 | Portal                       |
| 2008 |                              |
| 2009 |                              |
| 2010 |                              |
| 2011 | Portal 2                     |
| 2012 |                              |
| 2013 |                              |
| 2014 |                              |
| 2015 |                              |
| 2016 |                              |
| 2017 |                              |
| 2018 |                              |
| 2019 |                              |
| 2020 | Half-Life: Alyx              |
| 2021 |                              |
| 2022 | Portal with RTX              |
| 2023 |                              |
| 2024 |                              |
| 2025 | Half-Life 2 RTX              |

Образованная в 1996 году двумя выходцами из Microsoft — Майком Харрингтоном и Гейбом Ньюэллом, Valve Software принялась за разработку дебютного проекта, которым стал 3D-шутер Quiver (с англ. — «Дрожь») на лицензированном у id Software движке Quake. За время создания игра пережила кардинальное переписывание сценария и сменила название на Half-Life. Первоначальной датой выхода являлся 1997 год, но компания, посчитав, что проект ещё не готов, решила перенести релиз на 1998 год. Half-Life, увидевшая свет 19 ноября 1998 года, впоследствии была четырежды названа «Лучшей игрой всех времён» (три раза журналом PC Gamer и один раз сайтом GameSpy) и получила более 50 наград «Игра года».
Далее последовали три дополнения к игре, созданные компанией Gearbox Software: Half-Life: Opposing Force, Half-Life: Blue Shift и Half-Life: Decay. Эти дополнения рассказывают об инциденте в «Чёрной Мезе» от лица других персонажей — Адриана Шепарда, Барни Калхауна, Джины Кросс и Колетт Грин.
Некоторое время спустя после выхода Half-Life, Valve приступают к созданию сиквела. Несмотря на утечку исходного кода в 2003 году, Half-Life 2 вышла 16 ноября 2004 года как в розничной продаже, так и в цифровой версии для Steam. Игра, на разработку которой было затрачено около 40 млн $, была 39 раз отмечена как «Игра года» и получила титулы «Лучшей зарубежной игры за последние пять лет» от Gameland Award 2009 и «Лучшей игры десятилетия» от VGA 10. Отдельной похвалы удостоился и продвинутый движок Source, представивший игрокам шейдерный рендеринг, потрясающую анимацию персонажей, продвинутый искусственный интеллект противников и реалистичную физику, за проработку которой отвечал Havok Physics.
Историю, начатую в Half-Life 2, разработчики планировали завершить в Half-Life 2: Aftermath (с англ. — «Последствия»), но позже они решили перейти на выпуск эпизодов, объяснив это тем, что хотят «дать фанатам возможность узнать о произошедшем после взрыва в Цитадели через 18 месяцев, а не заставлять их ждать ещё шесть лет». Следуя этой схеме, в 2006 году вышел Half-Life 2: Episode One, в 2007 — Half-Life 2: Episode Two, а в IV квартале того же года должен был состояться релиз Half-Life 2: Episode Three, однако по неизвестным причинам игра до сих пор не вышла. Кроме того, планировался Half-Life 2: Episode Four (рабочее название — Return to Ravenholm, с англ. — «Возвращение в Рейвенхольм») от французской студии Arkane Studios, действие которого разворачивалось бы в заброшенном шахтёрском городке Рейвенхольм (англ. Ravenholm) — игра разрабатывалась в период с 2006 до конца 2008 года совместно и под руководством Valve, но проект был приостановлен.
В 2007 году вышла игра Portal, выполненная в виде головоломки от первого лица. Несмотря на то, что в плане геймплея игра отличается от Half-Life, она дополняет и расширяет её вселенную. Через четыре года, 19 апреля 2011 года, вышло продолжение — Portal 2.
21 ноября 2019 года вышел трейлер новой игры серии — Half-Life: Alyx, флагманского VR-проекта бренда. Релиз игры состоялся 23 марта 2020 года.
За время существования серии в процессе разработки находились несколько игр, которые были отменены. Half-Life: Hostile Takeover от 2015, Inc. — отменённое дополнение к оригинальной игре, должно было стать вторым по счёту после Opposing Force; разрабатывалось в 1999—2000 годах. Half-Life 2: Episode Three, анонсированная в 2006 году, должна была стать завершающим эпизодом приключений Аликс и Гордона; предполагалось, что события должны были происходить на ледоколе «Борей» и в пограничном мире Зен.

## Игровой мир

### Главные герои
- Гордон Фримен — главный герой серии. Он физик-теоретик, доктор философии (PhD), который работал в Чёрной Мезе и после инцидента пытался выбраться из лаборатории, но в итоге спас мир от вторжения пришельцев из параллельного измерения Зен. В Half-Life 2 Гордон неожиданно становится подобием мессии для людей, которые возлагают на него миссию освободить Землю от порабощения Альянса. Фримен является очень важным человеком для G-Man’а, который даже нанимает Гордона на работу в конце первой части. Интересным моментом является то, что Фримен не произносит ни слова за всё время игры — в книге Half-Life 2: Raising the Bar разработчики пояснили, что так игроку легче ассоциировать себя с героем.
- Адриан Шепард — главный герой дополнения Half-Life: Opposing Force. Шепард является капралом спецподразделения HECU, которое прибыло в Чёрную Мезу с целью её полной зачистки от пришельцев, а также для уничтожения всего персонала как свидетелей случившегося. Однако, он отрывается от своей группы и понимает, что должен выбираться из комплекса своими силами. Вскоре Адриан сталкивается с Расой Х и уничтожает Геночервя, затем попадает в руки G-Man’а, который помещает Шепарда в стазис.
- Барни Калхаун — главный герой дополнения Half-Life: Blue Shift и один из ключевых персонажей в серии, начиная с Half-Life 2. В Чёрной Мезе Барни работал обыкновенным охранником, и после инцидента он вместе с группой учёных пытался живым выбраться из комплекса. В Half-Life 2 Барни становится шпионом, притворяясь членом Гражданской Обороны Альянса, а позже присоединяется к сопротивлению. Должен Гордону Фримену пиво. Страдает айлурофобией, приобретённой вследствие испытаний доктором Айзеком Кляйнером с порталом, в которых была задействована кошка.
- Джина Кросс и Колетт Грин — героини третьего дополнения Half-Life: Decay. Грин и Кросс были коллегами Фримена в Чёрной Мезе, а после инцидента удалённо помогали ему в его приключении.
- Челл — главная героиня игр Portal и Portal 2, подопытная в лаборатории исследования природы порталов корпорации Aperture Science.
- Аликс Вэнс — ключевой персонаж Half-Life 2 и эпизодов, напарница Гордона Фримена; главная героиня игры Half-Life: Alyx.

### Сюжет
Гордон Фримен работает в лаборатории аномальных материалов научно-исследовательского комплекса «Чёрная Меза». События Half-Life повествуют о том, как после «каскадного резонанса», произошедшего в результате помещения под луч антимасс-спектрометра кристалла неизвестной природы, происходит портальный шторм, и множество инопланетных существ мира Зен попадают на Землю. По мере прохождения игры Фримену встречаются не только пришельцы, но и враждебные солдаты отряда HECU, которые были посланы в «Чёрную Мезу», чтобы зачистить все следы неудачного эксперимента и уничтожить всех его свидетелей, Чёрные оперативники, которые прибыли вслед за HECU и которым также было поручено устранить свидетелей (в том числе и отставших солдат), а также изначально дружелюбные к игроку охранники и работники комплекса. По ходу прохождения Фримен выполняет различные задания и в конечном итоге попадает в мир Зен. После победы над финальным боссом Нихилантом главного героя спасает загадочный G-Man, который всю игру выступал в роли наблюдателя, и предлагает Фримену работать на него. Если игрок соглашается, то G-Man помещает героя в стазис.
В первом спин-оффе, Half-Life: Opposing Force, сюжет развивается параллельно сюжету Half-Life (так, в одной из первых глав игрок встречает офицера, который оповещал о бомбардировке в главе «Поверхностное натяжение» оригинальной игры). Капрал Адриан Шепард в составе подразделения HECU отправляется в Чёрную Мезу с заданием — уничтожить в ней весь персонал комплекса. Однако, в самом комплексе отряды спецназа, помимо инопланетян с Зена, обнаруживают пришельцев из другого мира, которые во многом превосходят их по силе.
Сюжет второго спин-оффа, Half-Life: Blue Shift, также развивается параллельно первой игре: один из многих охранников Чёрной Мезы по имени Барни Калхаун оказывается в наполненной пришельцами лаборатории и в компании с несколькими учёными пытается выбраться из Чёрной Мезы. Главные героини последнего ответвления оригинальной игры, Half-Life: Decay, — доктора Джина Кросс и Колетт Грин — по мере своих сил пытаются помочь Фримену добраться до комплекса Лямбда.
События Half-Life 2 начинаются спустя некоторое время после событий, описанных в оригинальной Half-Life и её спин-оффах. G-Man выводит Гордона Фримена из стазиса, поместив его в поезд, следующий в город Сити-17. Портальные штормы, начавшиеся после смерти Нихиланта по всей Земле, привлекли внимание Совета Альянса, и вскоре их войска атаковали Землю, начав войну, прозванную «Семичасовой», так как после семи часов войны бывший администратор Чёрной Мезы, Уоллес Брин, заставил оставшиеся силы людей сложить оружие, чем и заслужил покровительство Совета и стал полномочным председателем правительства на Земле. Теперь войска Альянса практически полностью контролируют всю планету, кроме лишь нескольких небольших очагов Сопротивления. На вокзале Гордон встречает Барни Калхауна, который направляет его в подпольную лабораторию доктора Айзека Кляйнера. Чуть позже он встречает Аликс Вэнс, дочь бывшего коллеги Гордона по «Чёрной Мезе» Илая Вэнса, которая провожает его в лабораторию, где герой надевает усовершенствованный костюм H.E.V. пятой модели. В «Восточной Чёрной Мезе» учёный встречает ассистентку Илая, Джудит Моссман, и самого доктора Вэнса. Аликс знакомит главного героя с её механическим другом Псом и учит пользоваться гравипушкой. По ходу игры Фримен попадает в Рейвенхольм и находит безумного отца Григория, единственного живого человека в данном городе, после чего выбирается из города к побережью и путешествует на багги, штурмует тюрьму строгого режима «Нова-Проспект» с помощью стаи муравьиных львов, участвует в военных действиях в Сити-17 на стороне сил Сопротивления, которые возглавил Калхаун против Альянса, и в конце игры попадает в Цитадель. Протагонист в транспортировочной капсуле попадает в кабинет Уоллеса Брина, где также находятся Моссман и семья Вэнс. Джудит, предав Брина, выпускает героев, но главе Сити-17 удаётся сбежать. Фримен и Аликс отправляются за ним в погоню. Учёный с помощью гравипушки уничтожает подъёмник Брина, и происходит взрыв. Тут время замедляется, и появляется G-Man. Он говорит, что Гордон выполнил свою работу, и теперь он вновь погрузит его в стазис, пока время главного героя не придёт вновь.
Однако в этот момент возникают вортигонты и спасают Гордона и Аликс, начинаются события Half-Life 2: Episode One. Фримен оказывается под завалом, из которого его достаёт Пёс. Цитадель разваливается на части, и доктор Кляйнер, находящийся вместе с Илаем в «Белой Роще» — базе Сопротивления за городом, с которым главные герои связываются по ближайшему узлу связи, предупреждает, что её ядро нестабильно и в любой момент может взорваться. Он добавляет, что ядро можно попытаться стабилизировать, тем самым выиграв время для эвакуации повстанцев из Сити-17. Пёс забрасывает учёного и девушку, сидящих в старом микроавтобусе, в проём в стене Цитадели. Гордону и Аликс удаётся стабилизировать ядро. Теперь им нужно выбраться из Сити-17. Фримену и Вэнс предстоит пройти к вокзалу и обеспечить эвакуацию людей из Сити-17. После того, как все люди были отправлены из Сити-17, Гордон и Аликс садятся на последний состав и сами уезжают из города. Через небольшой промежуток времени после отбытия поезда ядро Цитадели взрывается. Взрывная волна настигает поезд с Фрименом и Вэнс.
Второй эпизод начинается, когда Гордон Фримен приходит в себя внутри потерпевшего крушение на мосту поезда. Аликс, появившаяся с гравипушкой в руках, помогает ему выбраться, и вместе они связываются с «Белой Рощей». На вызов отвечают Илай Вэнс, Айзек Кляйнер и их коллега по «Чёрной Мезе» доктор Арнольд Магнуссон. Они заявляют, что построили ракету, при помощи которой планируют закрыть портал, который открылся над обломками Цитадели. Около заброшенной угледобывающей шахты «Имени 50-летия Победы» на героев нападает боевой синтет Альянса — охотник — и смертельно ранит девушку. На помощь приходит вортигонт и убивает охотника. Фримену предстоит помочь вортигонтам спасти Аликс. Позже они направляются в Белую Рощу и запускают ракету. Портал закрывается, а Фримену и Вэнс теперь нужно отправиться к кораблю «Борей», на котором ставила свои эксперименты «Лаборатория исследования природы порталов» Aperture Science. Главный герой, Аликс и Илай направляются в ангар, где стоит вертолёт, на котором девушка и Фримен должны отправиться к «Борею», но в ангар неожиданно врываются два Советника, и один из них убивает Илая. Пёс отгоняет их, но уже слишком поздно.

## Отзывы и критика
Игры серии получали высокие оценки от различных игровых изданий, а также неоднократно удостаивались всевозможных наград и премий. Кроме того, вокруг серии образовалось огромное сообщество, создающее по мотивам игр серии фанфики, модификации, фильмы, изображения и многое другое.
Серия Half-Life (за исключением дополнения Half-Life: Decay, которое получило слишком мало отзывов) и серия Portal всегда получали высокие оценки, основанные на множестве рецензий от игровых журналов и веб-сайтов, а также от таких сайтов-агрегаторов как: IMDb, Metacritic, GameRankings, GameRatio и MobyGames. IMDb оценивал игры независимо от платформ, на которых они выходили. Остальные агрегаторы выставляли оценки играм по платформам. Наивысшие оценки для каждой игры получала её ПК-версия. Ни один из данных агрегаторов не оценивал Half-Life: Decay.
| Игра                      | Рейтинг      | Рейтинг                    | Рейтинг                                           | Рейтинг    | Рейтинг                             |
| Игра                      | IMDb (из 10) | Metacritic (из 100)        | GameRankings                                      | GameRatio  | MobyGames (из 100)                  |
| ------------------------- | ------------ | -------------------------- | ------------------------------------------------- | ---------- | ----------------------------------- |
| Half-Life                 | 9,3          | 96 (PC) 87 (PS2)           | 94,02 % (PC) 83,23 % (PS2)                        | 82 % (PS2) | 94 (PC)                             |
| Half-Life: Opposing Force | 8,0          | —                          | 85,45 % (PC)                                      | —          | 85 (PC)                             |
| Half-Life: Blue Shift     | 7,5          | 71 (PC)                    | 67,4 % (PC)                                       | —          | 68 (PC)                             |
| Half-Life 2               | 9,5          | 96 (PC)                    | 95,48 %(PC) 89,83 % (Xbox)                        | 96 % (PC)  | 94 (PC) 88 (Xbox)                   |
| Half-Life 2: Episode One  | 8,9          | 87 (PC)                    | 85,82 % (PC)                                      | 87 % (PC)  | 84 (PC)                             |
| Half-Life 2: Episode Two  | 9,3          | 90 (PC)                    | 90,68 % (PC)                                      | 91 % (PC)  | 88 (PC)                             |
| Portal                    | 9,3          | 90 (PC)                    | 88,81 % (PC)                                      | 87 % (PC)  | 88 (PC)                             |
| Portal 2                  | 9,6          | 95 (PC) 95 (PS3) 95 (X360) | 95,16 % (PC) 93,95 % (PS3) 94 % (X360) 90 % (Mac) | 94 % (PC)  | 93 (PC) 93 (PS3) 93 (X360) 93 (Mac) |
| Half-Life: Alyx           | 9,4          | 93 (PC)                    | —                                                 | —          | —                                   |
| Portal with RTX           | —            | 89 (PC)                    | —                                                 | —          | —                                   |
| Half-Life 2 RTX           | —            | —                          | —                                                 | —          | —                                   |

### Награды
Начиная с 1999 года, Valve много раз получала разнообразные награды, премии, титулы и призы за игры серии Half-Life и Portal. Так, Half-Life была четырежды признана «Лучшей игрой всех времён» (три раза журналом PC Gamer и один раз сайтом GameSpy) и около 50 раз названа «Игрой года», а Half-Life 2 принадлежат звания «Лучшей зарубежной игры за последние пять лет» от Gameland Award 2009 и «Лучшей игры десятилетия» от VGA 10, кроме того, она имеет 39 титулов «Игра года».

## Наследие

### Культ игр серии
Игры серии собрали вокруг себя огромное количество фанатов и до сих пор популярны. Фанатами были созданы сайты, целиком посвящённые либо Half-Life, Half-Life 2 и Portal, либо модификациям на их основе. Есть энциклопедия по вселенной серии на хостинге Wikia. Было написано много фанфиков, снято несколько любительских фильмов и машиним. Имеется множество смайликов, концепт-артов, картин, обоев, а также интернет-мемов, изображающих персонажей, локации, сцены и символику серии. Кристофером Ливингстоном был создан комикс «Гражданин: полужизнь и смерть Гордона Фромана» по мотивам Half-Life 2. На каждую игру серии было выпущено немало дополнений и модификаций.
В августе 2011 года двое поклонников серии устроили пикет перед штаб-квартирой Valve, они просили рассказать о судьбе Half-Life 3. 4 февраля 2012 года фанатами в Steam был устроен массовый флешмоб: играя одновременно в Half-Life 2, они хотели вывести её в список десяти самых популярных игр, чтобы показать Valve свою преданность, и надеясь этим поступком получить от компании какие-нибудь новости о разработке третьей части.
В связи с такой популярностью многие сайты и журналы назвали как саму серию в целом, так и её игры в частности, «культовыми» и «легендарными».
В городе Харьков фанаты создали велопарковку, в оформлении которой используются образы из серии Half-Life.

### Экранизации
6 февраля 2013 года режиссёр и продюсер Джей Джей Абрамс (англ. J. J. Abrams), выступая совместно с Гейбом Ньюэллом в ходе конференции D.I.C.E. в Лас-Вегасе, заявил, что хотел бы работать вместе с Гейбом. В конце доклада Абрамс сказал: «У меня есть идея игры, над которой мы бы хотели поработать вместе с Valve», на что Ньюэлл затем возразил: «Посмотрим, можно ли работать с вами над фильмами по Portal и Half-Life».
Также, по мотивам вселенной Half-Life было создано несколько любительских экранизаций. Самая ранняя из них, Half-Life: Uplink от студии Cruise Control, должна была появиться на свет в начале 1999 года, но фильм не понравился заказчику Sierra Studios, и проект был свёрнут. Однако сами создатели позже выложили своё творение в Интернет.
В 2009 году был представлен короткий трейлер фильма Романа Яворского Half-Life: The East Accident, до сих пор находящегося в разработке, а также вышла первая часть фильма братьев Пурчейзов Half-Life: Escape from City 17, удостоившегося похвалы со стороны Valve. В 2011 году было выпущено продолжение работы Пурчейзов, кроме того, состоялся релиз фильмов Outside Aperture и Beyond Black Mesa. В 2013 году стартовал многосерийный фильм Freeman’s Days от российской студии «Дvoe», а в 2014 году был анонсирован фильм Half-Life: The Downfall of Evolution.